# Планкетт, Оливер
Оливер Планкетт (1 ноября 1629, Лох-Крю, Мит — 1 [11] июля 1681, Лондон) — католический архиепископ Армы, примас всей Ирландии, считается последним мучеником Ирландии и последним мучеником-католиком, казнённым в Англии.

## Биография
Оливер Планкетт родился в обеспеченной ирландской семье в 1629 году. В 1645 году он отправился в Рим, где поступил в Ирландский колледж. В 1651 году Планкетт принял постриг и получил малый чин, в 1653 году он получил сан диакона, а в следующем году стал священником. Во время гонений Кромвеля на ирландцев-католиков он находился в Риме, возвратившись в Ирландию лишь в 1670 году, когда преследования прекратились, и сразу организовал иезуитский колледж в Дроэде. Однако в 1673 году Оливер Планкетт не принял Акт о присяге, что стало поводом для его ареста в Дублине в 1679 году и обвинению в государственной измене. 8 июня 1681 года в Лондоне состоялся суд, названный «пародией». 15 июня 1681 года Планкетт был приговорён к смертной казни через четвертование, а 1 июля 1681 года в Тайберне приговор был приведён в исполнение.

## Прославление
17 марта 1918 года Планкетт был объявлен мучеником, 23 мая 1920 года беатифицирован, а 12 октября 1975 года он был канонизирован, став первым святым Ирландии за 7 веков. Его голова находится в Церкви Святого Петра в Дроэде.
По одной из версий, известная баллада «Бард из Арма» (англ. The Bard of Armagh) посвящена Планкетту (по другой — епископу Патрику Доннелли, также подвергавшемуся преследованиям).